# Gustaf Jonsson
Gustaf Jonsson (i Svenska riksdagen kallad Jonsson i Skeppnetorp), född 24 april 1822 i Ålems församling, Kalmar län, död där 6 maj 1899, var en svensk hemmansägare och riksdagsman.
Gustaf Jonsson var hemmansägare i Skeppnetorp i Ålem. Han företrädde bondeståndet i Stranda och Norra Möre härader vid ståndsriksdagen 1865–1866 och var senare även ledamot av riksdagens andra kammare.